# 崇文門監督
崇文門監督，為清朝管理京師崇文門稅關的職官，額設正監督2人，左右翼各1人，副監督2人，左右翼各1人。滿洲缺，皆於部院尚書、侍郎、總管內務府大臣內特簡差派兼充，每年一任。職掌總理北京崇文門、內外城十三門及城郊各處稅局稅課事宜。